# دوري سيشل الدرجة الأولى
دوري سيشل للدرجة الأولى لكرة القدم هي مسابقة كرة القدم بين أندية سيشل.
البطل الحالي هو نادي كوت أور.

## تاريخ
فاز نادي سان ميشيل بالدوري11 مرة سنوات : 1996, 1997, 1999, 2000, 2002 , 2003, 2007, 2008, 2010, 2011 ,2012.